# Anne-Marie de Solms-Sonnewalde
Anne-Marie de Solms-Sonnewalde (24 janvier 1585 à Sonnewalde - 20 novembre 1634 à Ottweiler) est comtesse de Soms-Sonnewalde par la naissance et par mariage comtesse de Hohenlohe-Langenbourg.

## Biographie
Anne-Marie est la troisième fille du comte Othon de Solms-Sonnewalde (1550-1612) et de son épouse Anne (1560-1635), la fille aînée d'Albert de Nassau-Weilburg.
Le 15 janvier 1609, elle épouse le comte Philippe-Ernest de Hohenlohe-Langenbourg (1584-1628), fils du comte Wolfgang de Hohenlohe-Neunstein. Dans la tourmente de la Guerre de Trente Ans, Anne-Marie devient veuve et prend les rênes du gouvernement. En septembre 1634, elle fuit, juste à temps avec sa mère et ses enfants et une escorte de 200 cavaliers fournie par le comte Palatin du Rhin, à Sarrebruck, puis à Ottweiler.
Elle est décédée à Ottweiler le 20 novembre 1634, et est enterrée à côté de son mari dans l'église de la ville de Langenbourg. Un monument de pierre commémorant le couple se trouve toujours derrière l'autel.

## Descendance
De son mariage avec le comte Philippe Ernest, elle a les enfants suivants:
- Wolfgang Othon (1611-1632)
- Philippe Ernest (1612-1612)
- Louis Kraft (1613-1632)
- Philippe Maurice (1614-1635)
- George Frédéric (1615-1616)
- Anne-Magdalena (1617-1671), mariée à George Louis, burgrave de Kirchberg, comte de Hachenbach (mort en 1686)
- Dorothée (1618)
- Joachim Albert (1619-1675), comte de Hohenlohe-Kirchberg
- Eva Christine (1621-1681), épouse le comte Wolfgang de Hohenlohe-Waldenbourg (1617-1658)
- Marie Julienne (1623-1695), mariée:
  1. Jean-Guillaume, Arc-Échanson et comte de Limpourg (d. 1655)
  2. Francis, Arc-Échanson et comte de Limpourg (d. 1673)
- Henri-Frédéric de Hohenlohe-Langenbourg (1625-1699), comte de Hohenlohe-Langenbourg, marié:
  1. en 1652, avec la comtesse Éléonore Madeleine de Hohenlohe-Weikersheim (1635-1657)
  2. en 1658, avec la comtesse de Julienne Dorothée de Castell-Remlingen (1640-1706)